# Абдуллаев, Сагдулла Асадуллаевич
Сагдулла Асадуллаевич Абдуллаев (узб. Sagdulla Asadullaevich Abdullaev; род. 12 мая 1945, Ташкент, Узбекская ССР, СССР) — советский, узбекский художник. Заслуженный деятель искусств Узбекистана, академик Академии художеств Узбекистана.

## Биография
Сагдулла Абдуллаев родился 12 мая 1945 года в Ташкенте. В 1966 году окончил Республиканское художественное училище им. П. Бенькова, в 1973 году Институт живописи, скульптуры и архитектуры им. И. Репина.  В Ленинграде наставником Абдуллаева был А. И. Сегал, мастер театрально-декорационной живописи. Несмотря на то, что впоследствии работа Сагдуллы не была связана с театром, специфика театрально-декорационного искусства, оказала существенное влияние на стиль художника.
Член Союза художников СССР, действительный член Академии художеств Узбекистана, профессор кафедры живописи Национального института искусства и дизайна имени Камолиддина Бехзода, заслуженный деятель искусств Узбекистана.

### Семья
- Супруга – Фатима Ибрагимова-Асадий.
- Дочь – Зухра Умарова[6].
- Сын – Жамшид Абдуллаев[3].

## Творчество
Большое воздействие на ранние работы художника оказало творчество М. А. Врубеля, это картины «Под звуком ная», «Портрет Алишера», «Танец», «Сказка», в которых явно прослеживается сильное влияние врубелевского стиля.
Творческий путь художника также неразрывно связан с именем Алишера Навои, дипломная работа Абдуллаева при окончании художественного училища им. П. П. Бенькова была посвящена произведению поэта поэме Лейли и Меджнун, а во время обучения в институте живописи имени Репина он пишет в качестве дипломной работы сценический эскиз балета С. Баласаняна Лейли и Меджнун.
В своих более поздних работах. Абдуллаев вновь обращается к Навои и другим деятеля Востока, таким как Джами, в этот период были написаны полотна: «Алишер Навои и Хусейн Байкара в Герате» (1991), «Алишер Навои в Самарканде» (1992), триптих «Вечера в Герате», «Навои и Гули», «Навои и Джами» (1995),  «Прощание с Самаркандом», «Пусть небо будет твое безоблачным» (1998), «Портрет Яссави», «Бабуриды в Индии», триптих «Узбекский ренессанс» (1997—1998).
С 2000 года Абдуллаев создёт серию грандиозных полотен: «Утро в Герате» (2000), «Приди возлюбленная» (2006), «узб. Ғазал мулкининг султони» (2015), «узб. Аҳли дил» «Абдурахман Джами среди самаркандцев» (2015—2017), «Посещение мавзолея Амира Тимура»,  «Алишер Навои и Абуллайс Самарканди» (2019).
Картины Сагдуллы Абдуллаева выполнены в разнообразных жанрах, но с начала своего творческого пути он наиболее тесно работает во взаимопересекающихся жанрах портрета и сюжетной картине, большое место в его работах занимает также тема городского пейзажа. Частые сюжеты его картин — городские улицы и парковые пейзажи Ташкента 1970—1980 годов. Работы Абдуллаева находятся в собраниях музеев и частных коллекциях, экспонировались на международных и национальных выставках.

## Награды
- Заслуженный деятель искусств Узбекистана
- «Почётный работник труда» I степени[10].